# Яндаші
Яндаші́ (рос. Яндаши, чув. Янташ) — присілок у складі Шумерлинського району Чувашії, Росія. Входить до складу Ходарського сільського поселення.
Населення — 268 осіб (2010; 342 у 2002).
Національний склад:
- чуваші — 100 %